# Sepietta oweniana
Sepietta oweniana är en bläckfiskart som först beskrevs av D'Orbigny 1839-1841 in Férussac.  Sepietta oweniana ingår i släktet Sepietta och familjen Sepiolidae. IUCN kategoriserar arten globalt som otillräckligt studerad. Arten är reproducerande i Sverige. Inga underarter finns listade i Catalogue of Life.